# Elisha Otis
Elisha Graves Otis (Halifax, 3 de agosto de 1811 – Yonkers, 8 de abril de 1861) foi um industrial norte-americano e fundador da Otis Elevator Company, em 1853, ele inventou um dispositivo de segurança que impede que os elevadores caiam se o cabo de içamento falhar.

## Vida
Otis nasceu perto de Halifax, Vermont. Mudou-se para Troy, Nova Iorque aos 19, onde viveu por mais 5 anos. Em 1853 fundou uma empresa Otis Elevator Company.
Ele foi capaz de inventar um sistema que impedisse uma eventual queda de elevador, de forma que acoplou uma mola resistente de aço preso ao vagão que engrenava com uma catraca caso a corda que iça o elevador arrebentasse.
Otis não sabia que este simples dispositivo de segurança seria capaz de mudar o mundo, e que por seu invento as cidades seriam capazes de crescerem verticalmente, saltando para o céu.

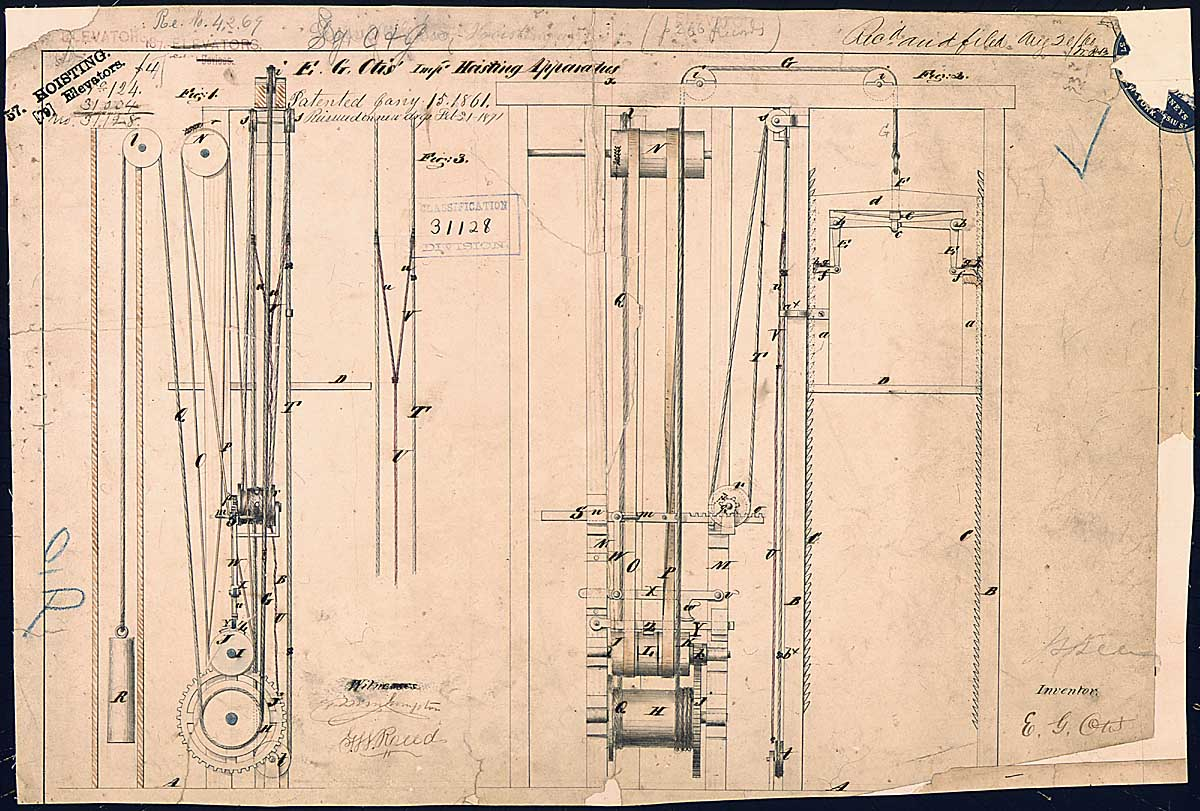
Patente de Otis

Elisha Otis impressionou multidões ao ordenar que cortassem a única corda que segurava a plataforma onde se encontrava com um machado. A plataforma caiu algumas polegadas, mas parou em seguida. O novo freio de segurança impediu que o elevador se chocasse com o chão, revolucionando toda a indústria.
Sr. Otis vendeu os seus primeiros elevadores seguros em 1853. O primeiro elevador de pessoas foi instalado em Nova Iorque em 1857. Após a morte de Elisha, em 1861, seus filhos, Charles e Norton, construíram sua herança, criando a empresa Otis Brothers & Co. em 1867.
A invenção do Sr. Otis aumentou a confiança pública nos elevadores, que foi fundamental no crescimento da construção de arranha-céus. A companhia que ele fundou se tornou a maior companhia de elevadores do mundo. Hoje, é uma unidade da United Technologies Corporation.

## Últimos anos e morte
Em seu tempo livre, ele projetou e experimentou seus antigos designs de fornos para assar pão e freios de trem, e patenteou um arado a vapor em 1857, um forno rotativo em 1858 e, com Charles, a máquina a vapor oscilante em 1860.
Otis contraiu difteria e morreu em 8 de abril de 1861 aos 49 anos.

## Legado
Um funcionário da Otis Elevator Company cunhou o termo "escada rolante" para se referir a escadas móveis em loop contínuo que podem subir ou descer. A empresa foi adquirida pela United Technologies em 1976. Novamente em abril de 2020, a Otis Elevator Company foi separada da United Technologies para se tornar uma empresa independente de elevadores.